# Moleskine
«Moleskine» (итальянское произношение «Молески́нэ», русское «Молески́н») — торговая марка итальянских канцелярских товаров, преимущественно блокнотов, основанная в 1997 году.

## История

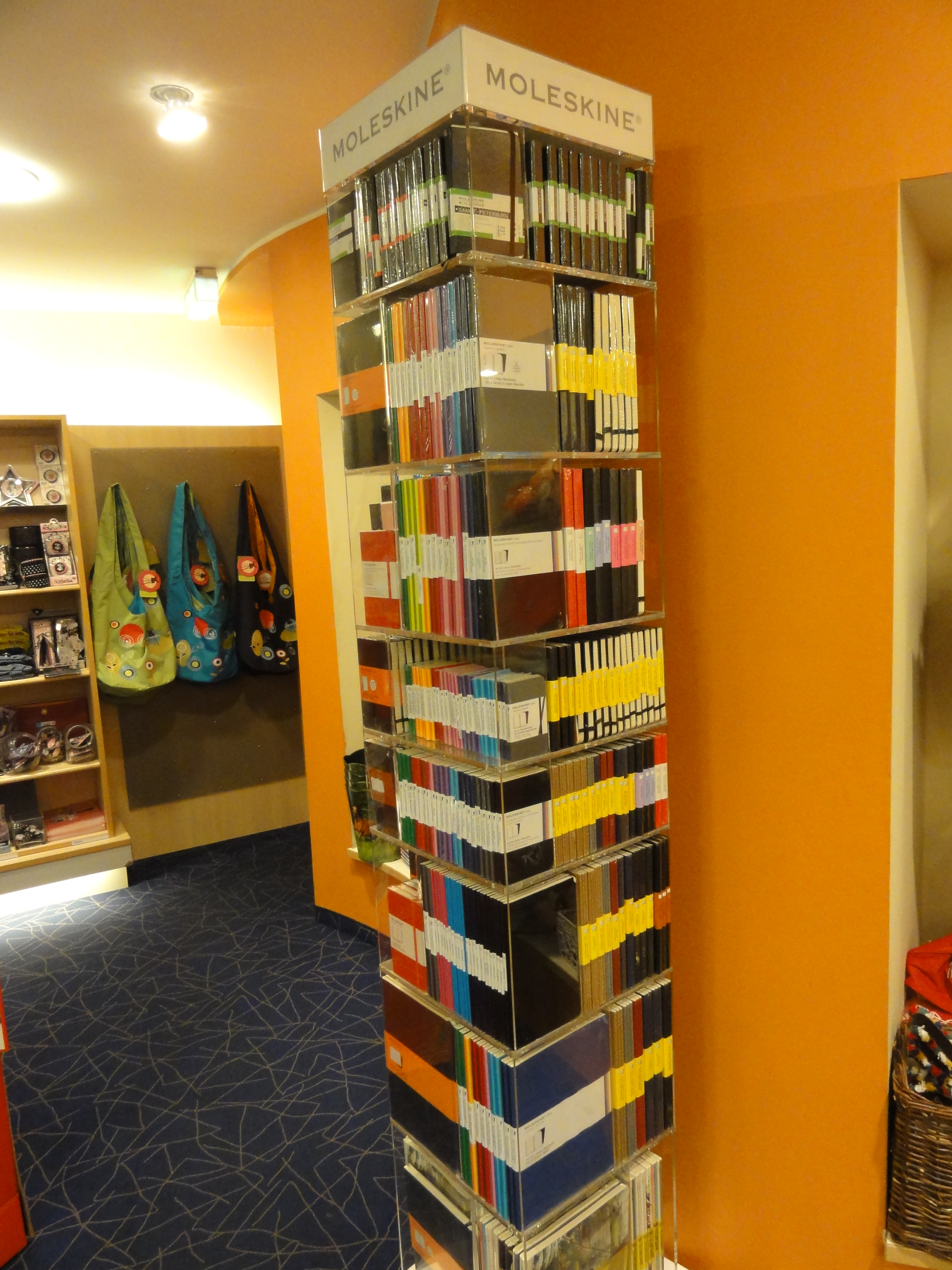

В середине девяностых годов двадцатого века, несмотря на существующую загруженность рынка бумажной продукции, Мария Себрегонди, сотрудник миланского издательского дома «Modo&Modo» предложила Франческо Франчези и Марио Баруцци выпустить самые простые блокноты для письма — в чёрном переплете с бежевой бумагой. Об этих блокнотах она узнала из этнографических очерков британца Брюса Чатвина «The Songlines» (англ.): он непрестанно восхвалял вручную производимые семейной французской компанией в Туре чёрные блокноты, которые покупал в Париже.
Первая партия чёрных блокнотов карманным форматом 9 на 14 сантиметров в 5000 штук вышла в 1997 году.
На удивление, товар пользовался спросом, и уже в следующем году «Modo&Modo» продало 30 000 блокнотов в Европе. В 2000 году выручка составила 26 миллионов долларов США. В 2004 году блокноты стали продаваться в Японии и позднее — по всей Азии.
В 2005 году немецкая компания «Leuchtturm», выпускающая альбомы для коллекционирования марок и монет, видя успех «Moleskine», запускает в производство аналогичные записные книжки «Leuchtturm1917», близкие по ассортименту и качеству, но по цене в два раза меньше. Компания «Modo&Modo» осознала, что их опыта не хватает на развитие бизнеса в условиях конкуренции, и в августе 2006 года продала 75 % акций частному инвестору «Société Générale Capital Europe», выведя брэнд из активов издательского дома (позже закрытого), оставив у себя функции менеджмента. Благодаря инвестициям в расширение производства, к июлю 2012 года продукция поставлялась в 22 000 магазинов в 95 странах. Были организованы производства в США (2008), Азии (2011), Франции и Германии (2013). В марте 2013 вышла на IPO на итальянскую биржу, став акционерным обществом. В сентябре 2016 года бельгийская компания D'Ieteren (англ.) выкупила контрольный пакет акций и упразднила акционерное общество, выведя компанию с биржи.

## Маркетинг

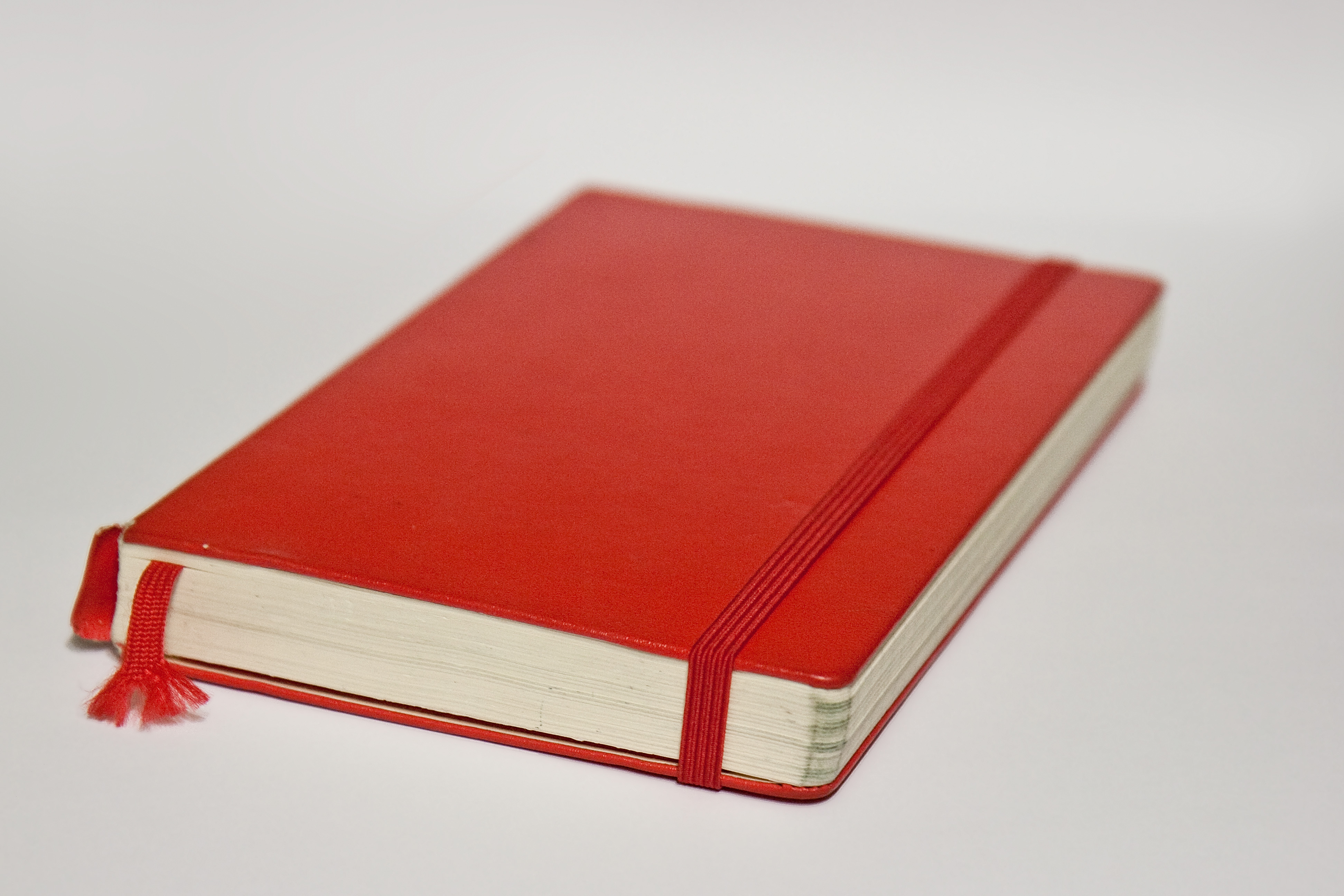
Блокнот

«Modo&Modo» изначально вывело бренд на рынок как наследника двухсотлетней французской мануфактуры в Туре, хотя никаких контактов с французскими производителями не было установлено. Итальянцы использовали не подтверждённые документально легенды, что именно теми французскими блокнотами, продававшимися в Париже, пользовались Сартр, Пикассо, Ван Гог, Аполлинер, Матисс, Гертруда Стайн и Хемингуэй.
Единственным писателем, точно пользовавшимся блокнотами мануфактуры, был путешественник Брюс Чатвин. После его смерти в музее в Оксфорде выставлены 85 дорожных блокнотов. Вероятно, это он придумал написание «Moleskine», производное от название хлопковой ткани с махровым финишем англ. «Moleskin», хотя материал обложки блокнотов он описывал как клеёнчатый — англ. oilskin. «Modo&Modo» зарегистрировала авторские права на слово «Moleskine» в 1997 году. Брюс умер в 1989 году, а французская мануфактура закрылась в 1986. С первого дня «Modo&Modo» использовала его популярное имя для рекламы блокнотов, которыми он не пользовался, потому что умер восемью годами ранее.

## Блокноты

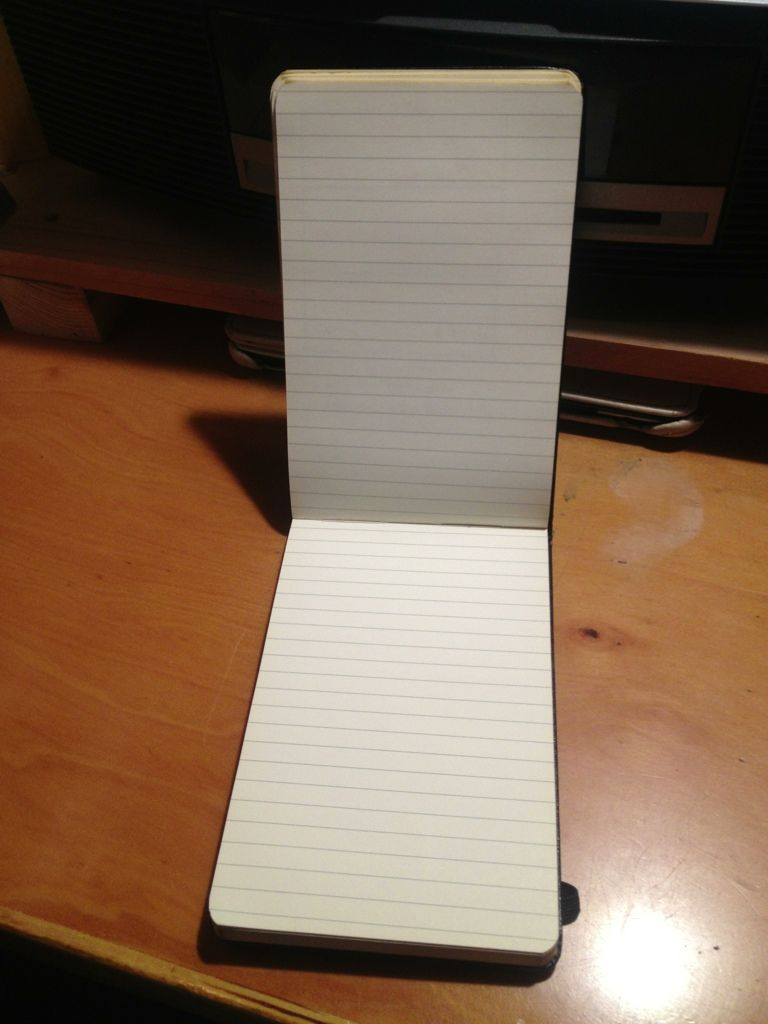

Самый большой сегмент товаров компании составляют блокноты: нелинованные, линованные, в клетку, в горох, ежедневники, еженедельники, адресные и телефонные книжки. Блокноты производятся в Китае.
Существуют форматы для представителей определённых профессий.
- Формат «Репортёр» имеет перекидывающиеся вверх страницы, что необходимо для письма на весу.
- Формат для сценаристов или графических дизайнеров с раскадрованными страницами.
- Для художников выпускаются нелинованные альбомы для рисования форматов А3 и А4, а также блокноты с акварельной бумагой.
- Для музыкантов — блокноты с линованной нотной бумагой.
- В формат «City notebook» включены карты, схемы метро, справочная информация и калька, на которой можно отмечать выбранный на карте маршрут.

### Отличия

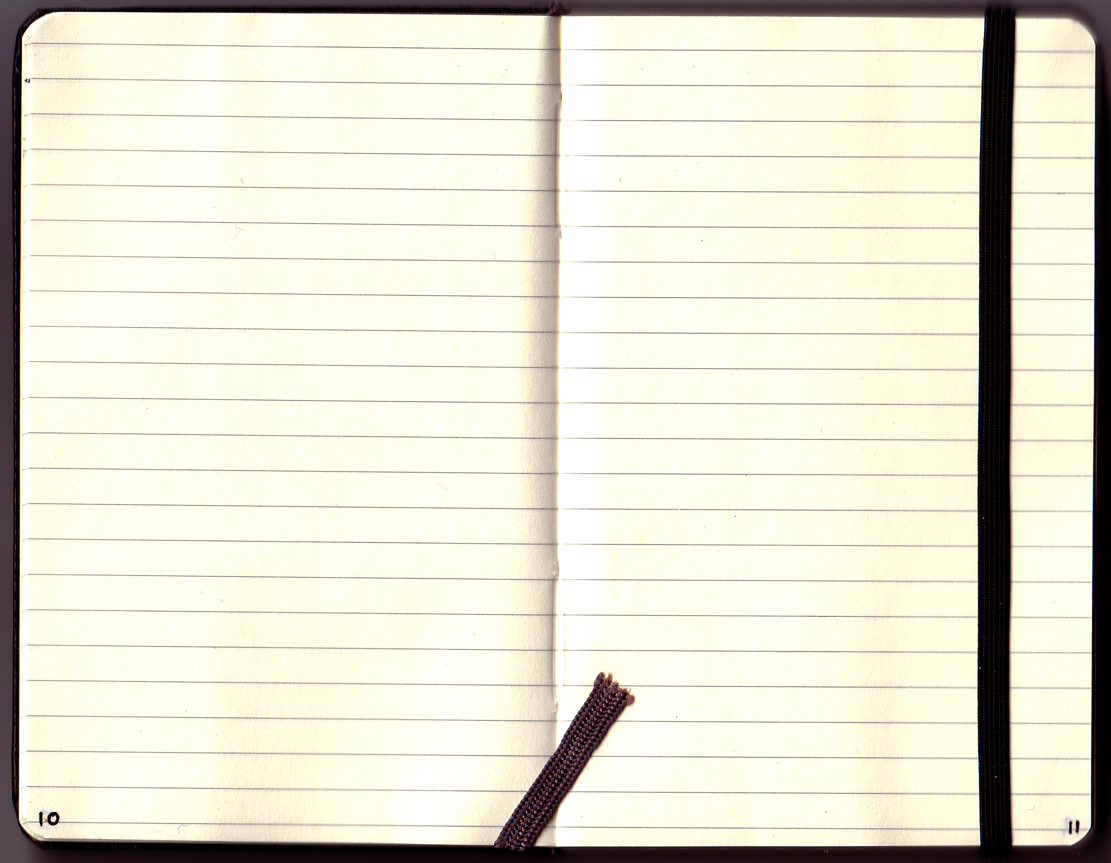
Разворот записной книжки — справа видна эластичная лента, в середине закладка

«Modo&Modo» позиционировала многие характеристики, присущие путевым записным книжкам двадцатого века, как уникальные:
- Внутренний карман.
- Резинка.
- Тканевая закладка ляссе.
- Бескислотная влагоустойчивая бумага «en:Forest Stewardship Council».
- Твёрдый переплёт даже малых форматов.
- Закруглённые углы.
- Первая страница для записи имени владельца.
- Отказ от употребления поливинилхлорида в материале обложки.

## Ассортимент
Помимо блокнотов компания продаёт:
- Приложения.
- Кожаные сумки и рюкзаки.
- Чехлы для мобильных устройств.[13]
- Книги.
- Аксессуары для путешествий.
- Письменные принадлежности.

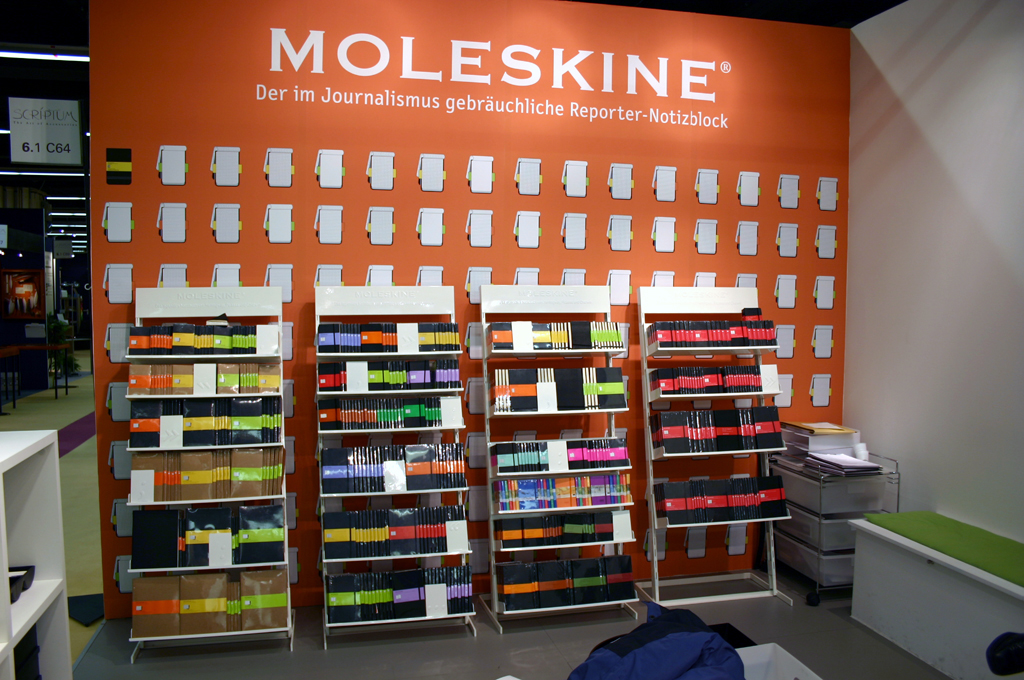

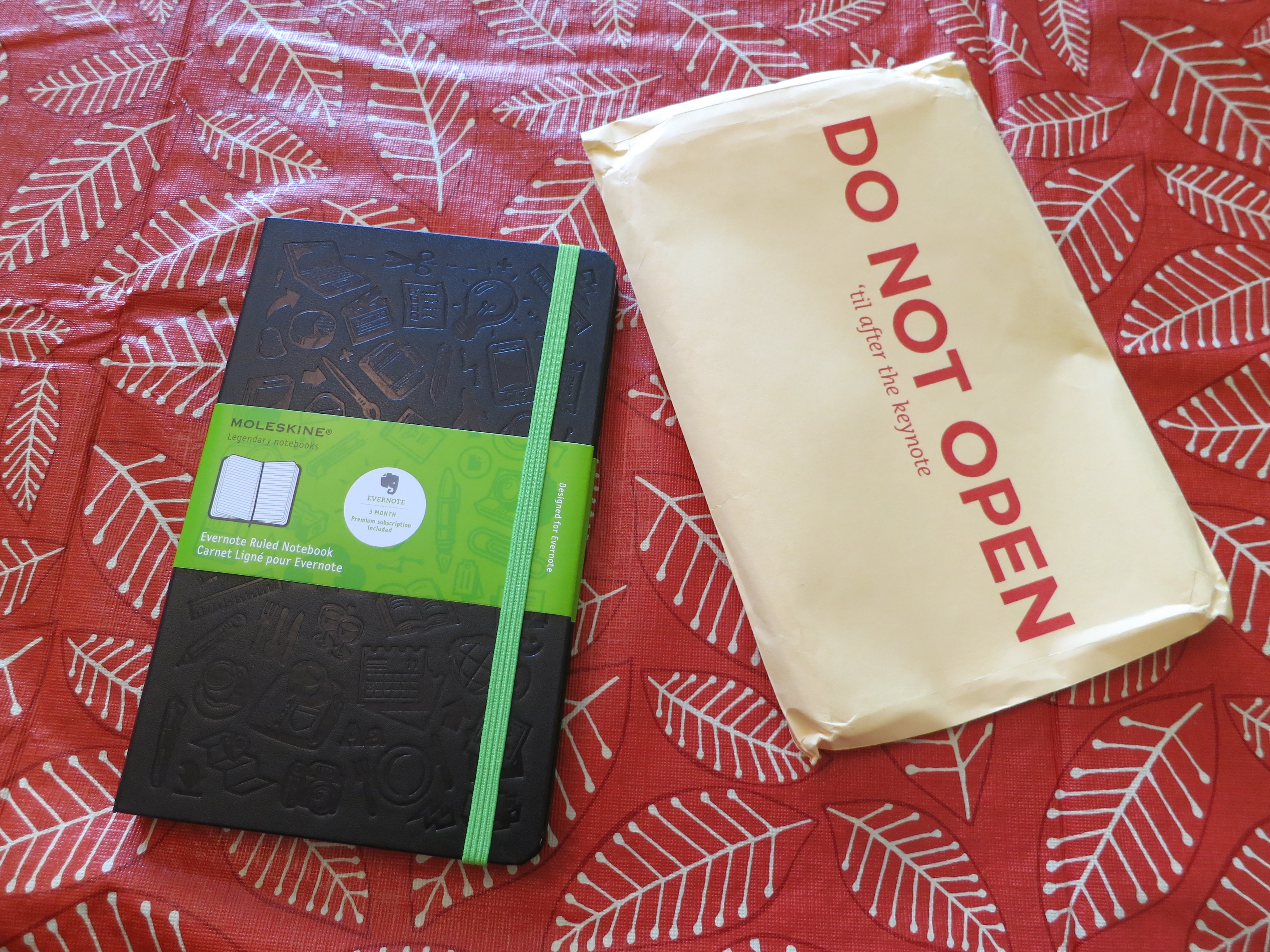

Компания «Evernote» совместно с «Moleskine» создала приложение для ведения записей в операционной системе iOS. В данной операционной системе элементы дизайна молескиновских блокнотов использованы в приложении «Заметки». В 2016 было выпущено новое приложение The Smart Writing Set с en:Livescribe — блокнот стоимостью 299 долларов США автоматически передаёт написанное на смартфон или компьютер. Приложение-календарь «Timepage» было выпущено в том же году.
Аксессуары для творчества, созданные Giulio Iacchetti, впервые были представлены на Миланской ярмарке мебели в 2011 году.
В начале 2018 в Милане, Пекине, Лондоне, Нью-Йорке и Гамбурге были открыты кафе марки.

## Коллекции

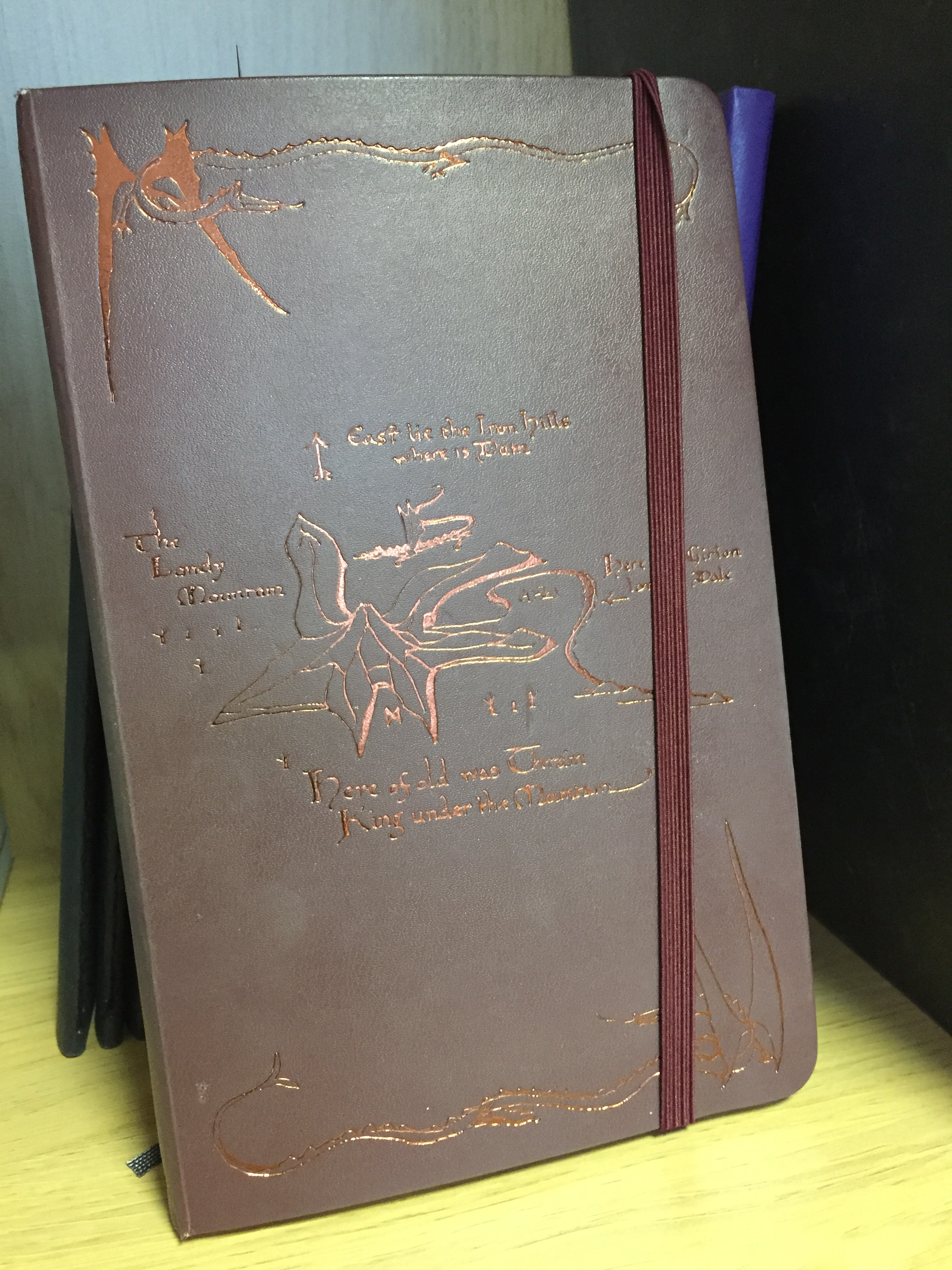

Компания регулярно выпускает ограниченные тиражи блокнотов с иллюстрациями на обложке, посвящённые выпуску нового фильма или мультипликационным героям, таким как Peanuts, Hello Kitty, Супермен, Властелин колец, «Сакура», «The Woodstock Limited Edition», «The Moleskine Museum», шёлковые «Van Gogh».